# Melonycteris fardoulisi

Área de distribuição da espécie Melonycteris fardoulisi

Melonycteris fardoulisi é uma espécie de morcego da família Pteropodidae. Endêmica das Ilhas Salomão, onde pode ser encontrada em Guadalcanal, Kolombangara, Malaita, New Georgia, Ilhas Russell, San Cristobal, Vangunu, e Vella Lavella.